# Bahnhof Mashike
Der Bahnhof Mashike (jap. 増毛駅, Mashike-eki) ist ein ehemaliger Bahnhof auf der japanischen Insel Hokkaidō. Er befand sich in der Unterpräfektur Rumoi auf dem Gebiet der Stadt Mashike und war von 1921 bis 2016 in Betrieb.

## Beschreibung

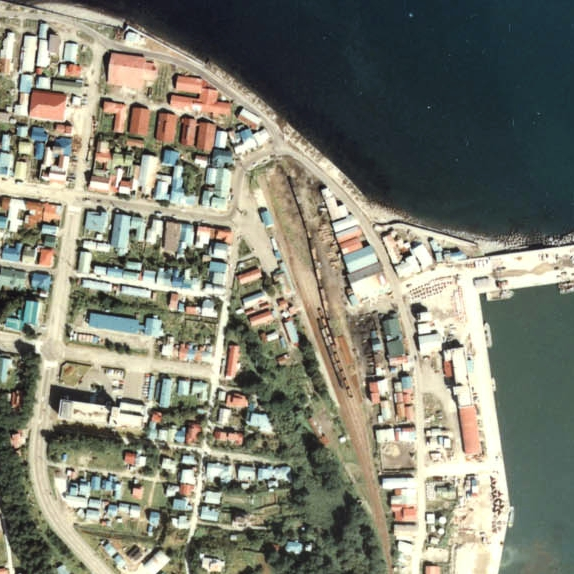
Luftansicht (1977)

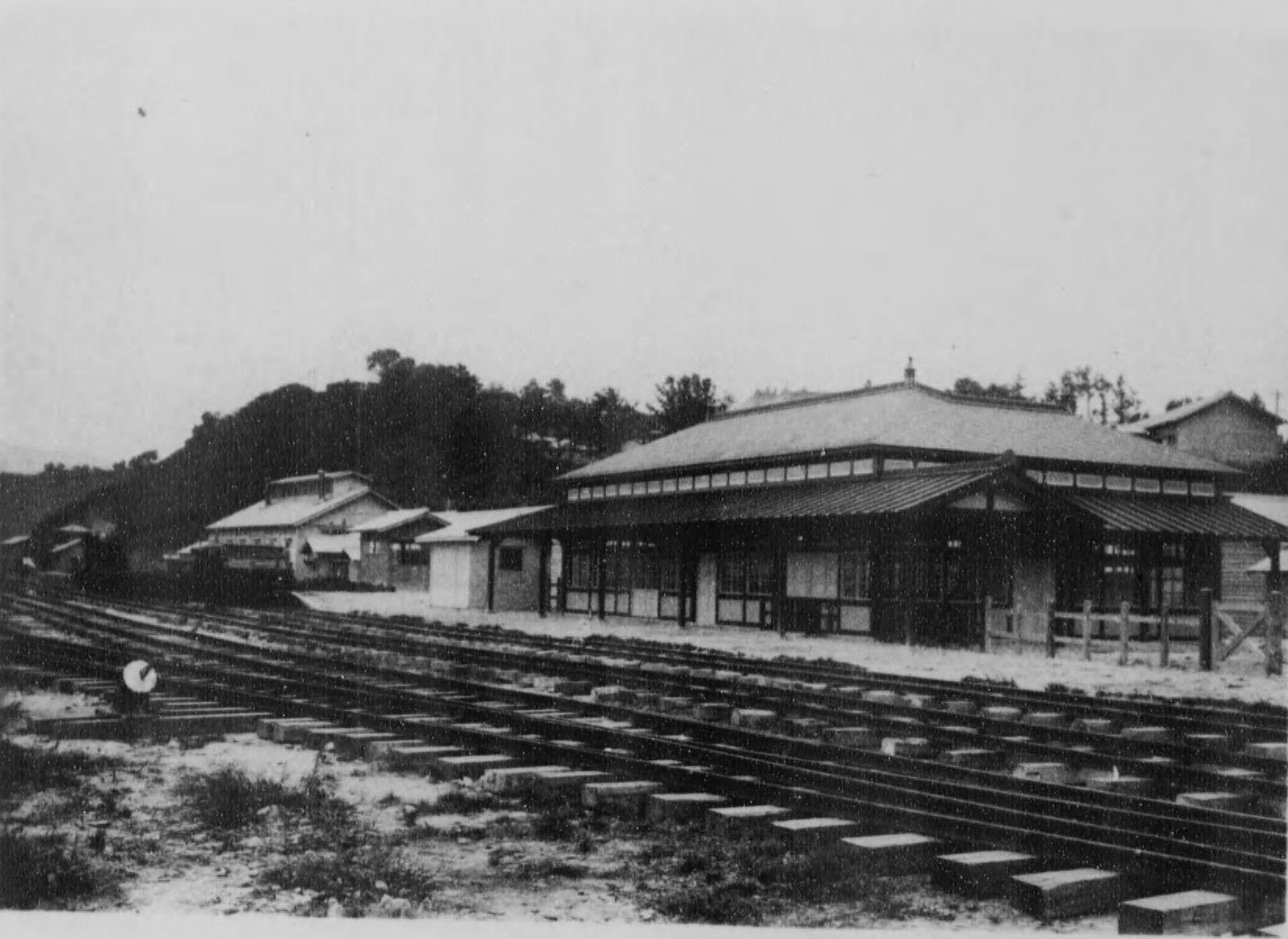
Der Bahnhof im Jahr 1921

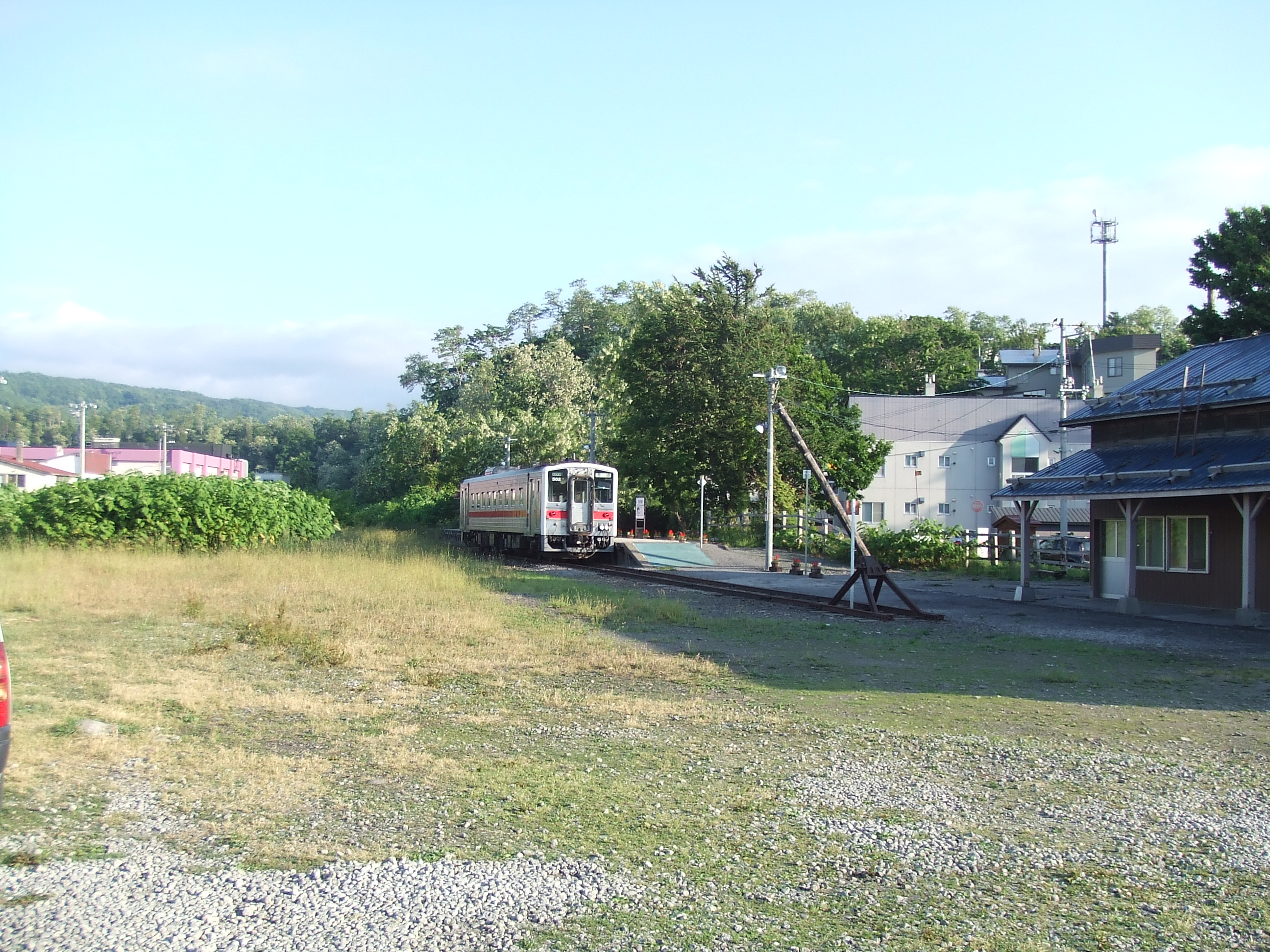
Im Bahnhof: Das riesige ehemalige Gütergleisgelände (Juni 2007)

Mashike war die westliche Endstation der 66,8 km langen Rumoi-Hauptlinie, die von Fukagawa über Rumoi hierhin führte. Der Kopfbahnhof lag im zentralen Hafenviertel Minatomachi in unmittelbarer Nähe der Pier und war von Süden nach Norden ausgerichtet. Zuletzt verfügte er noch über ein Gleis für den Personenverkehr, mit dem hölzernen Empfangsgebäude an der Westseite der Anlage. An der Ostseite befanden sich einst zwei Gleise und Verladerampen für den Güterverkehr, südlich der Anlage ein kleines Depot.

## Geschichte
Nach dem Ende des Russisch-Japanischen Krieges im Jahr 1905 bestand die Notwendigkeit, die neue Präfektur Karafuto (die Südhälfte der Insel Sachalin) mit dem Rest des Landes zu verbinden. Dazu war auch der Aus- und Neubau von Häfen auf Hokkaidō erforderlich. Die Rumoi-Hauptlinie stellte zwar ab 1910 eine Schienenverbindung zum Hafen von Rumoi her, doch verzögerte sich dessen Fertigstellung aufgrund verschiedener Probleme bis Ende der 1920er Jahre. Aus diesem Grund beschloss die Regierung, in Mashike einen Ausweichhafen zu bauen. Als Übergangslösung verkehrte zwischen beiden Orten ein Pferdeomnibus.
Am 5. November 1921 verlängerte das Eisenbahnministerium die Rumoi-Hauptlinie um 16,7 km vom Bahnhof Rumoi nach Mashike. Aus Kostengründen stellte die Japanische Staatsbahn am 2. Oktober 1978 den Güterumschlag ein, am 1. Februar 1984 auch die Gepäckaufgabe. Der Bahnhof war daraufhin nicht mehr mit Personal besetzt. Im Rahmen der Staatsbahnprivatisierung ging er am 1. April 1987 in den Besitz der neuen Gesellschaft JR Hokkaido über. Am 5. Dezember 2016 wurde der Streckenabschnitt Rumoi–Mashike stillgelegt und durch eine Buslinie ersetzt.
1981 diente der Bahnhof Mashike als Schauplatz des Films Eki Station von Yasuo Furuhata, der ein Jahr später bei den Japanese Academy Awards den Preis für den besten Film erhielt. Der Bahnhof erlangte dadurch in ganz Japan Bekanntheit. 2017 wurde er renoviert, da er als Touristenattraktion erhalten bleiben soll.